# Paducah (Texas)
Paducah is een plaats (town) in de Amerikaanse staat Texas, en valt bestuurlijk gezien onder Cottle County.

## Demografie
Bij de volkstelling in 2000 werd het aantal inwoners vastgesteld op 1498.
In 2006 is het aantal inwoners door het United States Census Bureau geschat op 1309, een daling van 189 (-12,6%).

## Geografie
Volgens het United States Census Bureau beslaat de plaats een oppervlakte van
3,9 km², geheel bestaande uit land. Paducah ligt op ongeveer 567 m boven zeeniveau.

## Plaatsen in de nabije omgeving
De onderstaande figuur toont nabijgelegen plaatsen in een straal van 56 km rond Paducah.